# Улица Карла Маркса (Казань)
Улица Ка́рла Ма́ркса (тат. Карл Маркс урамы) — одна из старейших улиц Казани, названная в честь немецкого политического деятеля, философа и экономиста Карла Маркса во время празднования его 100-летия в мае 1918 года. Является самой длинной улицей центра города (Вахитовского района).
Улица Карла Маркса начинается от улицы Батурина у подножья Казанского кремля, идёт на восток, и заканчивается на пересечении с улицей Чехова у ГТРК «Korston», где переходит в улицу Николая Ершова. Параллельно ей расположены Большая Красная улица (севернее) и улицы Дзержинского и Горького (южнее).

## История

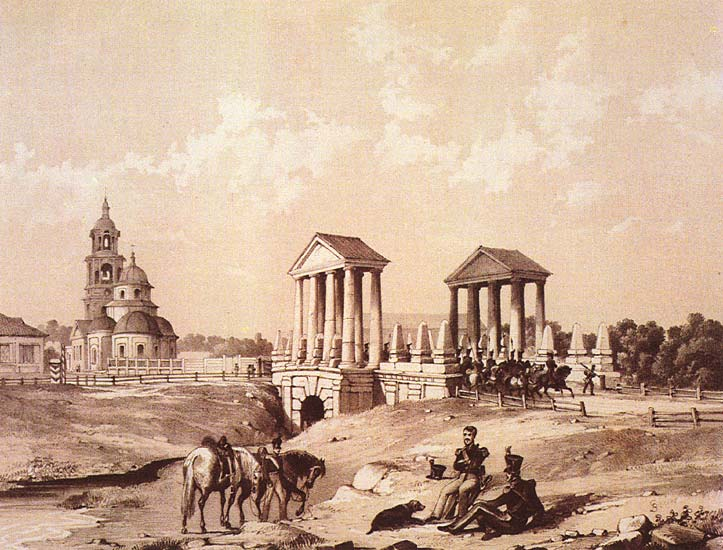
Мост у Сибирской заставы на Сибирском (Арском) тракте между Варваринской церковью и военным госпиталем в 1840-е годы.

Улица начала формироваться в начале XVI века с расширением Глядковой стрелецкой слободы вдоль тракта, проходившего от кремля в сторону Арских ворот посада и Арского поля.
По генеральному плану города, составленному в 1768 году архитектором В. И. Кафтыревым, улица в границах посада была спрямлена и разделена на Большую Воздвиженскую и Большую Арскую улицы.
В XVIII веке Большая Воздвиженская и Большая Арская улицы одними из первых в городе начинают застраиваться каменными домами. По мере застройки в 1798 году они разделяются на Воздвиженскую, Покровскую, Грузинскую (в честь церкви Грузинской иконы Божией Матери) и Арскую улицы.
9 мая 1918 года эти улицы были объединены в одну, названную именем Карла Маркса.

## Объекты улицы

### Площади и скверы
- Площадь Свободы.
- Сквер имени Льва Толстого.

### Памятники

Памятник-бюст В. А. Котельникову.

- Памятник В. И. Ленину.
- Памятник-бюст Л. Н. Толстому.
- Памятник С. М. Кирову.
- Памятник-бюст В. А. Котельникову.

### Здания

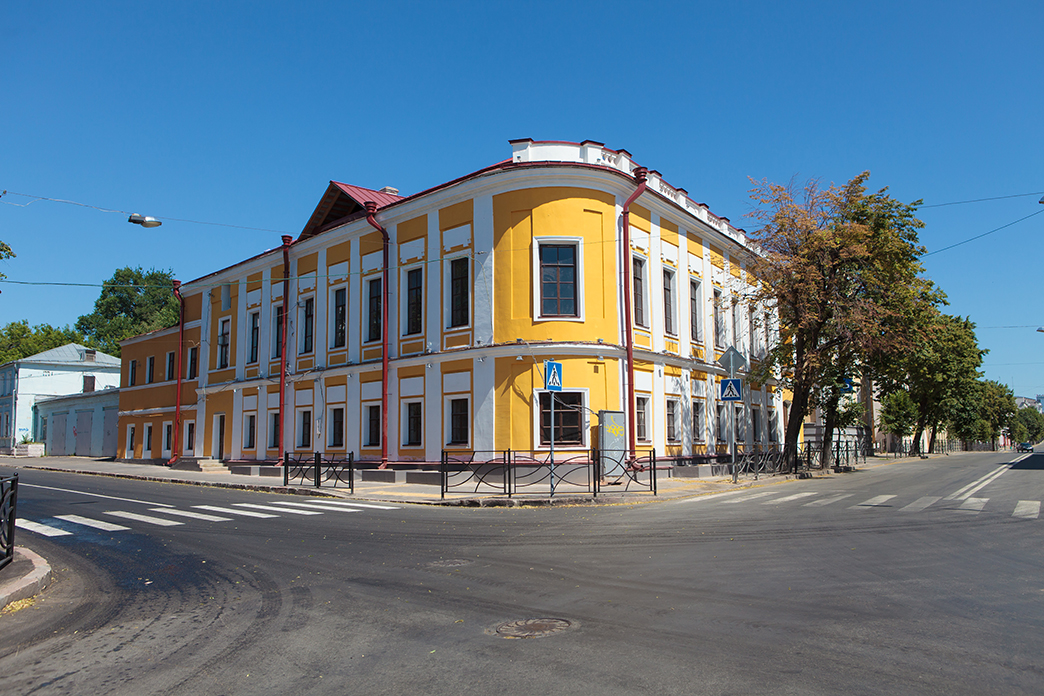
Главный дом городской усадьбы Урванцовых

- Главный дом городской усадьбы Урванцовых — ул. К.Маркса, 11

#### Храмы
- Церковь Святой Екатерины.

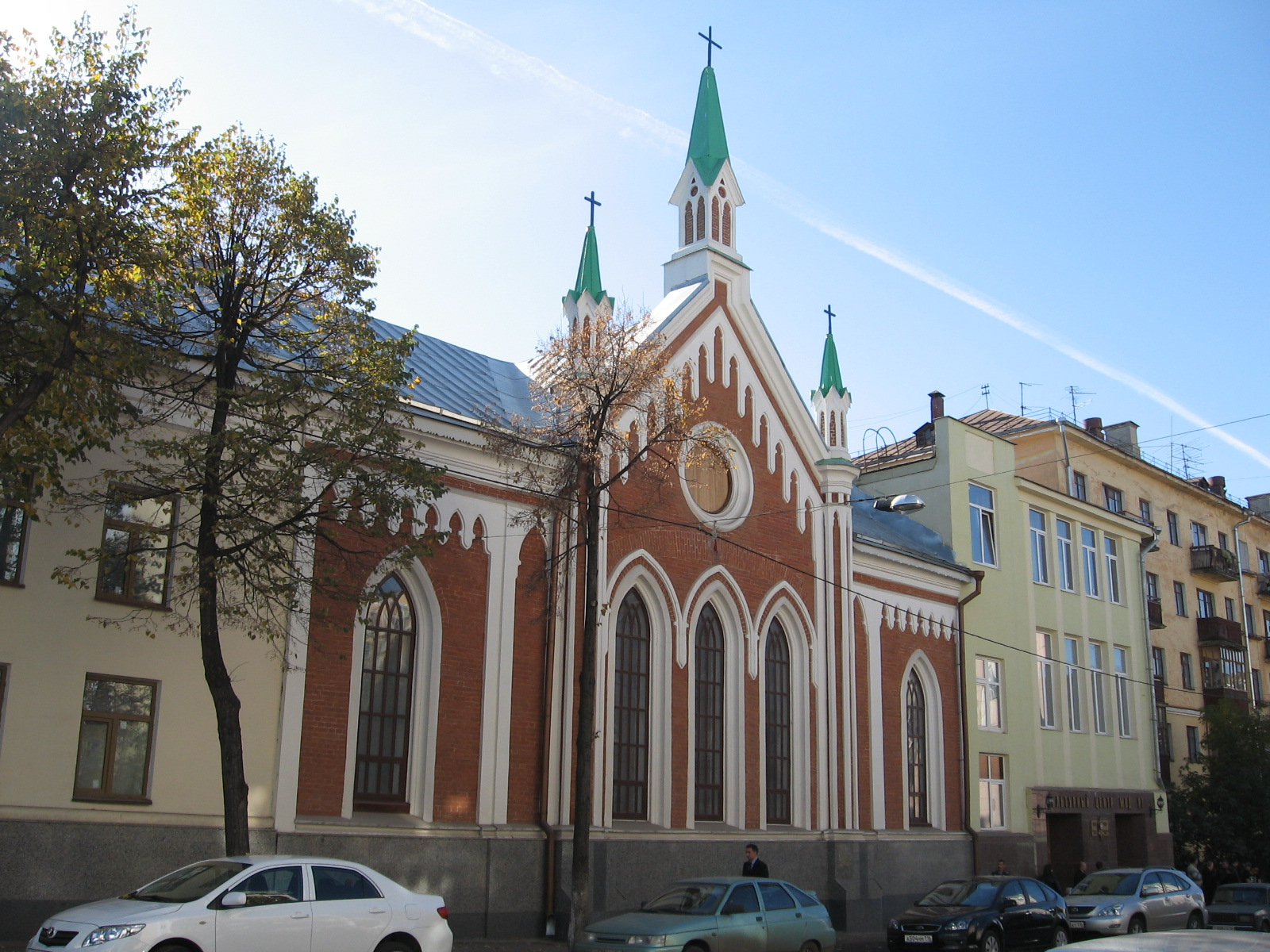
Церковь Святой Екатерины при Культурном центре МВД РТ.

- Церковь Святой Великомученицы Варвары.

#### Административные здания
- Главное следственное управление МВД РТ.
- ГУВД по городу Казани.
- УБЭП МВД РТ.
- Казанская ратуша.
- Межрайонная инспекция Федеральной налоговой службы по РТ.
- Государственный комитет РТ по тарифам.
- Прокуратура Вахитовского района Казани.

#### Культурные учреждения
- Культурный центр МВД РТ.
- Немецкий Дом РТ.
- Татарский академический государственный театр оперы и балета имени Мусы Джалиля.
- Всетатарский общественный центр.
- Дом-музей Василия Аксёнова.
- Государственный музей изобразительных искусств Республики Татарстан.
- Союз художников РТ.

#### Гостиницы и торговые центры
- «Courtyard Kazan Kremlin» — первый отель сети Marriott International в Казани.
- Корстон-Казань — гостинично-торговый развлекательный центр.
- Торговый дом «Волга».

#### Учебные заведения
- Главное и пятое здания Казанского национального исследовательского технического университета имени А. Н. Туполева.
- Главное и учебные здания Казанского национального исследовательского технологического университета.
- Главное здание Казанского государственного аграрного университета.
- Учебное здание Казанского художественного училища имени Н. И. Фешина.
- Учебное здание Институт истории Казанского (Приволжского) Федерального Университета.
- Учебно-методический центр Казанского государственного финансово-экономического института.
- Казанское хореографическое училище.

#### Медицинские учреждения
- Городской кардиологический диспансер — Главное здание комплекса Адмиралтейской конторы
- Поликлиника МВД РТ.
- Казанский военный госпиталь.
- Татарское региональное объединение Российского Красного Креста.

## Транспорт
По улице ходят автобусы (маршруты 10а, 22, 28, 28а, 30, 35, 54, 63, 89, 91) и троллейбусы (маршруты 2, 3, 5, 7, 8).